# Goito
Goito là một đô thị tại vùng Lombardia, Italia, đô thị này thuộc tỉnh Mantova, cách 11 dặm Anh về phía tây bắc Brescia. Đô thị này nằm bên hữu ngạn sông Mincio. 